# Угаритский язык

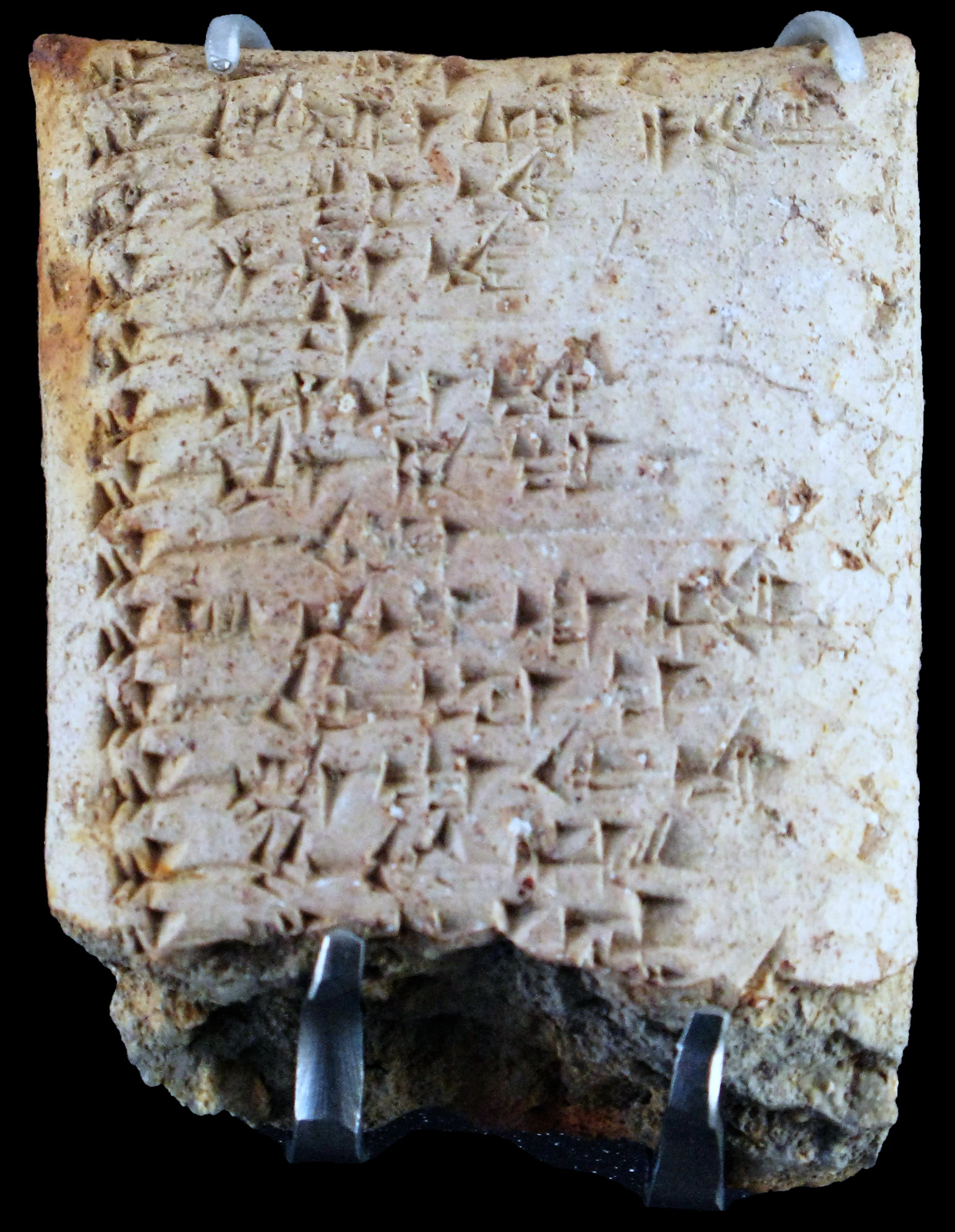
Список угаритских богов

Угаритский язык — мёртвый язык из семьи семитских языков; язык населения древнего Угарита. Угаритский алфавит — клинообразной формы, консонантный.
С 1929 года в районе Рас-Шамра (Сирия) на развалинах поселения, распознанного как древний город Угарит, было раскопано большое количество глиняных клинописных табличек. Некоторые были написаны по-аккадски и представляли собой дипломатическую переписку, частную корреспонденцию, а также словари (аккадские слова с переводом на местный язык). Большинство же оказались текстами мифологического характера, записанные западносемитским письмом, адаптированным к глине, и потому похожим на аккадскую клинопись. Расшифровка угаритских табличек дала ценнейшие сведения о ханаанской мифологии и о более древнем, по сравнению с ивритом, западносемитском языке.
Таблички, которые донесли до нас угаритскую литературу, датируются XIV—XIII веками до н. э., не менее, чем на полтысячелетия старше наиболее древних надписей на иврите — по оценкам некоторых учёных примерно соответствуя периоду написания на иврите древнейших частей Библии. Мифологическая и культурологическая информация позволяет отнести к общеханаанским целые фрагменты Библии (текст о Данииле, фрагменты многих других сюжетов).
Язык угаритских табличек чрезвычайно близок к современной ему форме иврита (иврит древнейшего корпуса Библии), но сохранил ряд архаичных фонетических черт по сравнению с ивритом или финикийским. Хотя угаритский алфавит, как и все западносемитские алфавиты, передаёт только согласные, в нём есть три отдельных знака для передачи «алефа» с гласными a, i и u (матрес лекционис). Это, а также наличие некоторых угаритских слов (глосс) в аккадской передаче, в которой есть гласные, хотя и не вполне однозначно, позволяет более-менее надёжно установить и гласный состав слова.
Угаритский язык близок к ханаанским языкам (финикийскому, ивриту и др.), а по мнению части учёных — просто принадлежит к их числу (имеет типично западносемитскую морфологию и семитскую лексику с заимствованиями из хурритского языка).
В языке выявлены три стиля, различающиеся фонетически:
1. архаичный,
2. классический,
3. «вульгарный».

Архаичный стиль почти не отличался от прасемитского (отсутствовали лишь латеральные сибилянты как особые фонемы). Классический и «вульгарный» имеют тенденцию к потере интердентальных согласных.